# Tadeusz Wasilewski
Tadeusz Ludwik Wasilewski (Vilna, 8 de abril de 1933 - Varsovia, 9 de noviembre de 2005) fue un historiador, bizantinista y diplomático polaco.

## Biografía
Era hijo de Stefan Wasilewski y Zenaidy Wołłowicz. En 1945, su familia, obligada a abandonar Vilna, se mudó a Bialystok y luego a Bydgoszcz. En 1951 se graduó de la escuela secundaria en Bydgoszcz y comenzó estudios históricos en la Universidad de Varsovia, donde asistió a un seminario de maestría y doctorado dirigido por Alexander Gieysztor en el Instituto Histórico. Estuvo asociado con esta universidad durante casi cincuenta años de trabajo científico y didáctico. En 1955, después de obtener un título de maestría, se convirtió en asistente en el Instituto Histórico de la Universidad de Varsovia, luego adjunto después de defender su tesis doctoral el 7 de diciembre de 1963, profesor asistente después de obtener el título de habilitación el 23 de marzo de 1971, profesor asociado en 1982 y profesor titular en 1988.
Desde 1972, realizó seminarios de maestría y doctorado, en los que se crearon varios cientos de tesis de maestría y varias de doctorado. Entre 1972 y 1983 fue jefe de los Estudios de Doctorado de la Facultad de Historia de la Universidad de Varsovia. También trabajó en otras dos universidades: la Universidad Marie Curie Sklodowska en Lublin y la Universidad Mazovia de Humanidades y Pedagogía en Łowicz. Realizó investigaciones en varios campos: la historia del Imperio bizantino y la historia de los eslavos meridionales, la historia de la Polonia medieval, la historia del Gran Ducado de Lituania, las ciencias auxiliares de la historia, con especial énfasis en la genealogía y la heráldica. El resultado de esta investigación fue la publicación en Polonia y en el extranjero de más de 400 artículos científicos (libros, artículos científicos, publicaciones, etc.).
Fue miembro de numerosas organizaciones sociales y científicas, incluidas la Sociedad Científica de Varsovia, la Academia Internacional de Genealogía, la Comisión Histórica Polaco-Búlgara, la Comisión Bizantina en el Comité de Ciencias de la Cultura Antigua, el Instituto de Europa Central y Oriental.
En los años 1991 y 1995 fue embajador de Polonia en Bulgaria. Por su investigación científica sobre la historia de Bulgaria y los méritos diplomáticos, recibió condecoraciones estatales de la República de Bulgaria: la Orden de Cirilo y Metodio de primera clase, y la Orden Caballero de Madara de primera clase.
Por orden del Presidente de la República de Polonia por sus servicios sobresalientes en la promoción del conocimiento del patrimonio histórico compartido de las naciones que forman la Comunidad Polaco-Lituana, fue galardonado póstumamente con la Orden Polonia Restituta el 30 de junio de 2009.

## Publicaciones

### Libros
- Historia Bułgarii, Wrocław: Zakład Narodowy im. Ossolińskich 1970 (wyd. 2 popr. i uzup. 1988).
- Bizancjum i Słowianie w IX wieku : studia z dziejów stosunków politycznych i kulturalnych,  Warszawa: Państwowe Wydawnictwo Naukowe 1972.
- (współautorzy: Jerzy Skowronek, Mieczysław Tanty), Historia Słowian południowych i zachodnich, Warszawa: PWN 1977 (wyd. 2 1988).
- Jan Antoni Chrapowicki, Diariusz. Cz. 1, Lata 1656-1664, oprac. i wstępem poprzedził Tadeusz Wasilewski, Warszawa: „Pax” 1978 (wyd. 2 1988).
- (redakcja) Bogusław Radziwiłł, Autobiografia, wstępem poprzedził i oprac. Tadeusz Wasilewski, Warszawa: Państwowy Instytut Wydawniczy 1979.
- Ostatni Waza na polskim tronie, Katowice: „Śląsk” 1984.
- (współautor: Wacław Felczak), Historia Jugosławii,  Wrocław: Zakład Narodowy im. Ossolińskich 1985.
- Jan Kazimierz, Warszawa: Zamek Królewski 1985.
- Bulgarija i Vizantija IX-XV vek. Izsledvanija, red. Ivan Božilov, Sofija 1997.
- Aleksander D. Skorobohaty, Diariusz, oprac. Tadeusz Wasilewski, Warszawa: „DiG”, 2000.
- (redakcja) Inter Orientem et Occidentem. Studia z dziejów Europy Środkowowschodniej ofiarowane profesorowi Janowi Tyszkiewiczowi w czterdziestolecie pracy naukowej, red. nauk. Tadeusz Wasilewski, Marek Barański, Warszawa: „DiG” 2002.
- (współautorzy: Jerzy Skowronek, Mieczysław Tanty, Słowianie południowi i zachodni VI-XX wiek, Warszawa: Książka i Wiedza 2005.

### Artículos seleccionados
- Administracja bizantyjska na ziemiach słowiańskich i jej polityka wobec Słowian w XI - XIII w., „Kwartalnik Historyczny” 70 (1963), z.2, s.303-323.
- Le thème byzantin de Sirmium - Serbia au XI et XII siècle, „Sbornik radova Vizantolozskog instituta” , Inst. Serb. Akad. Nauk, Melagnes Ostrogorski, 2, s. 465-482.
- Le titres du duc, de catepan et de pronoete dans l’Empire byzantin du IX jusqu’au XII, w: „Actes du XII Congrès International des Études Byzantines”, 2, Beograd 1964, s. 233-239.
- Macedońska historiografia dynastyczna X wieku jako źródło do dziejów Bizancjum w latach 813-867, „Studia Źródłoznawcze” 16 (1971), s. 58-83.
- Paleologowie [w:] Dynastie Europy, pod red. A. Mączaka, Wrocław 1997, s. 237-246.
- Studia nad dziejami panowania cesarza Michała III (842-867), „Przegląd Historyczny”  61 (1970), cz. 1, z. 2, s. 167-182; cz. 2, z. 3, s. 359-380.
- Borys I - książę czy król Bułgarii, „Balcanica Posnaniensia” 2 (1985), s. 33-42.
- Data chrztu Bułgarii, „Pamiętnik Słowiański” 18 (1968), s. 115-129.
- Kontrowersje wokół powstania i najstarszych dziejów państwa bułgarskiego [w:] Trzynaście wieków Bułgarii, Wrocław 1983, s. 181-189.
- Nieznany przekaz kronikarski o przyjęciu chrześcijaństwa przez Bułgarów, „Pamiętnik Słowiański”  19 (1969), s. 139-143.
- Chrystus Pantokrator na pieczęciach i monetach Włodzimierza I i jego następców. Bizantyńskie i bułgarskie wzorce, „Wiadomości Numizmatyczne”  32 (1988), z. 3/4, s. 159-169.